# Molodi
MOLODI («Молоді») — український музичний гурт, заснований у 2020 році в Маріуполі. Гурт складається з двох учасників: Кирила Рогового (вокал, гітара) та Івана Степаніщева (барабани). Їхня музика поєднує елементи альтернативного попу та електроніки.
Вони також пишуть пісні для інших українських виконавців, таких як Мішель Андраде, Макс Барських та Ostrovskyi.

## Історія
Микита Леонтьєв, Іван Степаніщев та Кирило Роговий познайомилися в технікумі, куди прийшли вчитися на електриків. Їм було по 14-15 років. Степаніщев та Леонтьєв вже грали у гурті, а Роговий приєднався до них на концерті на Новий Рік з 2019 на 2020 рік. Так з’явився гурт Molodi.
Після початку пандемії COVID-19 концертів довго не було, і гурт переїхав до Києва. Вони зіграли кілька концертів, але згодом розійшлися з Леонтьєвим через різні музичні вподобання. Степаніщев та Роговий продовжили писати пісні, які залишалися невипущеними через те, що були російською мовою.
На початку повномасштабного вторгнення Росії в Україну гурт переїхав до Львова, де з’явилися перші клієнти на написання музики. Після повернення до Києва вони познайомилися з Віталієм Островським (Ostrovskiy) і почали писати музику для нього та інших клієнтів. Через кілька місяців лейбл Makko Music запропонував гурту приєднатися до них, і вони погодилися.

### Участь у нацвідборі на «Євробачення-2025»
20 грудня 2024 року гурт став фіналістом національного відбору на «Євробачення-2025» з піснею «My sea». Ця композиція символізує втрату дому та надію на майбутнє. 8 лютого зайняли друге місце.

## Склад

### Теперішні учасники
- Іван Степаніщев (нар. 12 серпня 2001) [джерело?]
- Кирило Роговий (нар. 13 травня 2001) [джерело?]

### Колишні учасники
- Микита Леонтьєв (нар. 22 лютого 2002)

## Дискографія

### Сингли
- «Незалежність» (з Ostrovskyi та Kelsy) (2022)

- «Сонце» (2022)
- «Біль» (2022)
- «Кіно» (2023)
- «Ніколи» (2023)
- «Дім» (2023)
- «Не забуду» (2023)
- «Допоможіть» (2023)
- «Скарб» (із Мішель Андраде) (2023)
- «Краплями» (2023)
- «Живу наполовину» (2024)
- «Тобою хворію» (2024)
- «Я не я» (2024)
- «Серенади» (2024)
- «Pomóż mi» (2024)
- «My sea» (2025)

## Назва
Назву гурту вигадав Микита Леонтьєв. Вона символізує голос нового покоління, адже учасники гурту вважають себе молодими не лише за віком, а й за світосприйняттям та підходом до життя і творчості.

## Музичні впливи
Molodi надихаються різними музичними жанрами та виконавцями. З українських артистів їм подобаються Kadnay та Phil It. Із закордонних — Disclosure, Кендрік Ламар, Тревіс Скотт, The Weeknd, Джеймс Блейк та Френк Оушен.